# ファミリーサーチ
ファミリーサーチ (FamilySearch) は系図の記録、教育、そしてソフトウェアを提供する非営利団体であり、そのウェブサイトである。運営しているのは末日聖徒イエス・キリスト教会で、同教会の家族歴史部と密接な関係がある。もともとは1894年にユタ系図協会として設立された、世界最大の系図組織である。 ファミリーサーチは、人々が自分たちの家族の歴史をより深く学べるように設計された記録や資源やサービスのコレクションを維持している。この団体のもう一つの主要な目的は、亡くなった親族のための末日聖徒の儀式を容易に実行することにある。ユーザーアカウントの登録をすれば、インターネットで最も利用されている系図サイトである「FamilySearch.org」に無料でアクセスし、サービスを利用することができる。それに加えファミリーサーチは、ユタ州ソルトレイクシティにある家族歴史図書館を含む、140か国の5,100以上の家族歴史センターで、個人的な支援を提供している。
家系図セクションでは、利用者が作成したコンテンツを家系図データベースに投稿することができる。この家系図には10億人以上の個人が含まれている。歴史的記録データベースには、デジタル化された書籍やマイクロフィルムなどのデジタル記録を含む、20億以上のデジタル画像が含まれている。

## 沿革

### ユタ系図協会
ファミリーサーチの前身であるユタ系図協会 (Genealogical Society of Utah, GSU) は、1894年11月1日に設立された。その目的は、協会員および他の人々が利用できる家系図図書館を作り、家系図についての教育的情報を共有するため、また人が亡くなった際に末日聖徒の宗教儀式を円滑に行うための系図情報を集めるためであった。末日聖徒教会では、神の福音を受けるためは洗礼 (バプテスマ) が必要だが、死ぬまでに洗礼を受けることができなかった人のために、代理人がそれを行うことを認めている (死者のためのバプテスマ)。自分の祖先に洗礼を受けさせるために、家系図が必要になってくるのである。協会は末日聖徒教会の指導者たちの指導の下に設立され、最初の会長にはフランクリン D. リチャーズが指名された。
協会は『ユタ系図・歴史マガジン』 (Utah Genealogical and Historical Magazine) を1910年から1940年まで発行した。
協会は1938年から、重要な家系記録のマイクロフィルム化を始めた。1963年に、マイクロフィルムのコレクションは長期保存のため、新しく完成したグラナイト・マウンテン記録保管庫に移された。
1975年に、ユタ系図協会は末日聖徒教会の系図部門となり、後に家族歴史部となった。その時に部門長セオドル M. バートンの職名は、常務理事から会長となった。しかし、「ユタ系図協会会長」という職名は引き続き使われた。
2000年に、教会は家族歴史部と歴史部を家族・教会歴史部に統合したが、後にこれを元に戻し、家族歴史部は教会歴史部から独立した部門となった。

### ファミリーサーチ
1998年にユタ系図協会は記録のデジタル画像化を始め、同年8月頃に末日聖徒教会の指導者たちは、家系図ウェブサイトを開設することを決定した。1999年5月にウェブサイトは「ファミリーサーチ」として初めて一般公開された。4月1日にリリースされたベータ版は、人気が高かったために負荷が過大になり、すぐに閉鎖された。一般公開からほんの数日で、ウェブサイトにおよそ1億件のアクセスがあった。負荷を処理するために、サイト訪問者は一度に15分しかアクセスできなかった。1999年11月には新たに2億4千万人の名前が追加され、エントリーの総数は6億4千万件に達した。
2009年に末日聖徒教会は、「新ファミリーサーチ」として知られる共同系図を立ち上げた。これは現在の「ファミリーサーチ家系図」の前身であり、教会のメンバーのみが利用できるものだった。このシステムはファミリーサーチのデータベースに搭載された複数の家系図を一つの系図に統合する試みだったが、利用者が投稿していない情報は編集できなかった。また系図中の個人に情報を追加したり、複数の情報のどれが正しいかを見極めるのは難しかった。2011年4月までにデータベースをより協調化するプラットフォームの再計画が立てられた。
2011年に、ファミリーサーチのウェブサイトは大幅にデザインが変更された。それまでのサイトでは、利用者は一度に一つのデータベースしか検索しかできなかったが、新しいサイトでは複数のデータベースを同時に検索できるようになった。そこにはより多くのデータベースだけでなく、デジタル化され索引付けされたマイクロフィルムも含まれている。
2012年11月16日、ファミリーサーチは新しい家系図データベースが「新ファミリーサーチ」の全利用者に公開されたこと、「新ファミリーサーチ」は最終的には廃止されることを公表した。2013年5月5日、ファミリーサーチは「家系図」が公開され、末日聖徒教会のメンバーかどうかに関わらず誰でも利用可能になったことを公表した。。
2013年4月16日に、ファミリーサーチはサイトデザインを全面的に改訂し、新しい機能と配色の刷新を行った。新しい機能には双方向のファンチャートや印刷機能、家系図に写真を追加する機能などが含まれている。
2014年2月、ファミリーサーチはAncestry.com社、findmypast社、MyHeritageIn社との提携を発表し、これらの会社と膨大なデータベースを共有することとなり、末日聖徒教会のメンバーはそれに自由にアクセスできることになった。さらにBillionGraves社とも提携していて、撮影され索引化された墓地はファミリーサーチからも検索でき、家系図にある個人とリンクされている。
2015年の終わりには247万人の投稿により、「家系図」に11億人の個人が追加された。
2017年8月、ファミリーサーチは家族歴史センターへの物理的マイクロフィルムの配布を取りやめた。それはこれらのフィルムのデジタル画像を大量に提供することが可能になったこと、残りのフィルムのデジタル化も計画していることによる。
2018年5月、ファミリーサーチは20億件目のデータを追加しデジタル化した。

## 事業

### ルーツテック
2011年から毎年、ファミリーサーチ・インターナショナルはルーツテック (RootsTech) と呼ばれる、家族の歴史と技術に関する会議を開催している。会議はユタ州ソルトレイクにある、ソルト・パレス・コンヴェンションセンターで年に1度開かれる。この会議には、系図学者、技術開発者、そして末日聖徒教会のメンバーが参加している。2014年の参加者はおよそ1万3千人だった。2017年には、世界最大の家族歴史技術会議であると主張した。この会議の前身は、次の3つの会議である: コンピュータ化された家族歴史と系図会議 (Conference on Computerized Family History and Genealogy)、家族歴史技術ワークショップ (Family History Technology Workshop)、 そしてファミリーサーチ開発者会議 (FamilySearch Developers Conference)。長年にわたりルーツテックの基調講演者は、多くの著名人、テレビタレント、俳優が務めている。

## ウェブサイト

### 歴史的記録
ファミリーサーチ・ウェブサイトの主要なサービスは、系図記録のデジタル画像と索引へのアクセスを提供することである。これらの画像は多くのデータベースと一緒に検索することができる。記録へのアクセスは常に無料だが、一部の記録へのアクセスは家族歴史センターの支部図書館で閲覧するか、末日聖徒教会のメンバーのみの閲覧に制限されている。「FamilySearch.org」にはユタ州ソルトレイクシティにある家族歴史図書館の目録も含まれている。この図書館は110以上の国、地域、領土の家系図を所蔵しており、そこには2,400万巻以上のマイクロフィルム化された家計記録、74万2,000枚のマイクロフィッシュ、31万冊の書籍等、4,500タイトルの定期刊行物が含まれている。

### ファミリーサーチ家系図
ファミリーサーチ家系図 (FamilySearch FamilyTree, FSFT) は、家系図に記録された一人一人の個人の記録を一つに統合したデータベース、「一つの世界樹」である。ファミリーサーチの利用者は誰でもこの図に人物を追加したり、既存の人物と関係づけたり、重複を統合したりできる。情報源、画像、そして音声ファイルを家系図中の人物に添付することもできる。
末日聖徒教会のメンバーだけのために、教会の儀式を容易にするための特別な機能もある。ユダヤ人グループとの同意を維持し、悪用を避けるため、ホロコーストの犠牲者や有名人に対して末日聖徒教会の儀式を実行すると、調査対象の人物と正当な親族関係があることを調査者が証明するまで、アカウントが停止される。
ファミリーサーチは同性婚の情報を入力することを許容している。

### 索引作成プロジェクト
ファミリーサーチの記録の検索可能な索引は、「ファミリーサーチ索引作成プロジェクト」のボランティアによって作られている。より高い精度を確保するため、索引担当者が作成した個々の記録は、熟練した索引者によってチェックされる。索引作成ボランティアは、末日聖徒教会のメンバーである必要はない。ファミリーサーチは現在、世界中の系図学会と協力して、地元のプロジェクトの索引作成を進めている。
2010年末の時点で、5億4,800万件の重要な記録が転写され、ファミリーサーチのウェブサイトから一般に公開された。2013年4月には、ファミリーサーチの索引作成プロジェクトは10億件の索引付記録をオンラインで提供するという目標を達成した。

### 教育
ファミリーサーチは「FamilySearch.org」上で、人々が先祖を見つけ出す方法を学ぶ無料の講座を提供している。講座の範囲は基本調査から特殊な記録のトレーニングまで幅広く、初心者と経験豊富な研究者の両方を対象にしている。ほとんどのクラスはソルトレイクシティの家族歴史図書館のリサーチ・コンサルタントによるものだが、ファミリーサーチはミズーリ州インデペンデンス市の中部大陸公共図書館 (Mid-Continent Public Library) などのパートナーと協定してクラスを運営している。
2007年にファミリーサーチは、利用者や家系図の研究者が家族の歴史の情報源や研究のヒントを共有するために、家族歴史研究ウィキ (Family History Research Wiki) の開始を決定した。ウィキの最初のヴァージョンはPloneのソフトウェアで構築されたが、すぐにMediaWikiのソフトウェアの方がより適切なことがわかり、2008年1月にはMediaWikiのプラットフォームに移行した。その間に他の言語でも展開され、2014年7月には11の言語での利用が可能になった。他言語のウィキには、ウィキホームページの下部のリンクから移行することができる。2014年7月時点で英語版ウィキには、7万9,500以上の記事と、15万人以上の登録利用者がいる。

### コミュニティ
2009年に、様々な主題やトピックのカテゴリーを含むフォーラムサイトが開始された。追加機能の中には、特定の苗字や家系図に関係するトピックについて議論するグループが含まれていた。ヘルプトピックは新ファミリーサーチ (New FamilySearch) (new.familysearch.org) や、ファミリーサーチ索引作成プロジェクト、そしてその他のサイト機能についての議論でも取り上げられた。フォーラムはホームページからはリンクされていないが、「forums.familysearch.org」からアクセスすることができる。フォーラムは2012年12月31日に閉鎖されたが、読み取り専用形式で引き続き読むことができる。2018年にファミリーサーチは、「ファミリーサーチ・コミュニティ」 (FamilySearch Community) と呼ばれる新しいコミュニティフォーラムを開始した。
ファミリーサーチの利用者の多くは、コミュニティやフェイスブック・グループを立ち上げ、会員どうしの家系図調査に関する質問に答え、文書の翻訳を支援し、他の資源を提供している。この研究コミュニティは世界の国々のほとんどをカバーし、会員の家系図研究を常に支援している。

### モバイルアプリ
ファミリーサーチには、「ファミリーサーチ・ツリー」 (FamilySearch Tree) と「ファミリーサーチ・メモリーズ」 (FamilySearch Memories) という2つのモバイルアプリがある。両方ともiOSとAndroidでサポートされていて、10の異なる言語で利用することができる。「ファミリーサーチ・ツリー」アプリは、ファミリーサーチのウェブサイトのほとんどの機能を提供しており、それを使ってファミリーサーチの「家系図」を探索することができる。また「ファミリーサーチ・メモリーズ」アプリを使えば、「家系図」セクションの「思い出」 (Memories) 機能にアクセスして、利用者が「ファミリーサーチ家系図」に音声記録や写真を直接アップロードすることができる。

## 施設

### 家族歴史図書館
ファミリーサーチはユタ州ソルトレイクシティで、家族歴史図書館 (Family History Library) を運営している。図書館はユタ系図協会が運営していた図書館を引き継ぎ、1985年に建てられた。一般に公開された図書館であり、国際的な家系資料のマイクロフィルム、書籍、そしてデジタル資料からなる膨大なコレクションを所蔵している。図書館の目録とデジタル資料の多くは、ファミリーサーチのウェブサイトから利用することができる。

### グラナイト・マウンテン記録保管庫
ファミリーサーチでは所蔵記録の複製を保管するため、乾燥し環境をコントロールした施設を、ユタ州ソルトレイクシティに近いリトル・コットンウッド峡谷にあるグラナイト・マウンテンに建設した。この施設はグラナイト・マウンテン記録保管庫 (Granite Mountain Records Vault) として知られる。保管庫には240万巻以上のマイクロフィルムと、100万枚のマイクロフィッシュを収納することができる。

### 家族歴史センター
ファミリーサーチは世界140か国で、5,100以上の家族歴史センター (Family History Centers) を運営している。センターは家族歴史図書館の支部であり、多くは末日聖徒教会の建物内にある。センターの目的は、系図を調べる人々がファミリーサーチの提供する系図資料やソフトウェアにアクセスするのを支援することにある。

## 論争
2008年にバチカンは、「死者のためのバプテスマ」 (baptism for the dead) と呼ばれる慣行を「誤ったもの」とし、末日聖徒が系図研究のため教区の記録を使う事を禁止する指示の声明を出した。

## 参考資料
- 「語り部」が記憶する部族の系譜や伝承を記録し保存する取組（アフリカ）：系図記録を収集・保存する米国の非営利団体FamilySearchによる事業（文献紹介）|NDLカレントアウェアネス・ポータル 2019年8月21日 2020年4月30日閲覧。
- 世界中から54億人のデータを集める米国の「ファミリー・サーチ」|GLOBE+ 2017.09.21 2020年4月30日閲覧。
- 米国デジタル公共図書館とFamilySearchが連携協定を締結：FamilySearchのデジタルコレクションがDPLAから検索可能に|NDLカレントアウェアネス・ポータル 2016年6月23日 2020年4月30日閲覧。
- 米国国立公文書館（NARA）、FamilySearch及びAncestry.comとのデジタル化の連携協定を更新|NDLカレントアウェアネス・ポータル 2015年10月15日 2020年4月30日閲覧。
- 増田節雄, 「家族歴史記録の収集および活用 : インターネット上での情報共有化とその展望(ナレッジ・マネジメントとレコード・マネジメントII : 学問と知識)」『レコード・マネジメント』 41巻 2000年 p.38-42, 記録管理学会, doi:10.20704/rmsj.41.0_38, 2020年4月30日閲覧。